# Un alt Karate Kid
Un alt Karate Kid (în engleză The Next Karate Kid) este un film cu arte marțiale american din 1994 și a patra parte a francizei Karate Kid, după The Karate Kid Part III (1989). Interpreții principali sunt Hilary Swank în rolul lui Julie Pierce (în prima ei apariție cinematografică într-un rol principal) și Pat Morita în rolul domnului Miyagi.
Un alt Karate Kid a fost regizat de Christopher Cain⁠(d), după un scenariu scris de Mark Lee, a fost produs de Jerry Weintraub⁠(d) și are muzica compusă de Bill Conti. El este primul film din serie în care nu mai apare Ralph Macchio în rolul Daniel LaRusso⁠(d) și a fost lansat pe 9 septembrie 1994. Filmul a fost ultima parte a seriei originale Karate Kid, până când, 24 de ani mai târziu, a fost lansat primul sezon al serialului TV Cobra Kai⁠(d).

## Rezumat
Domnul Miyagi călătorește la Cimitirul național Arlington pentru a participa la o ceremonie dedicată militarilor japonezo-americani care au luptat în Regimentul 442 Infanterie în timpul celui de-al Doilea Război Mondial. El o întâlnește acolo pe Louisa Pierce, văduva fostului său comandant miitar, lt. Jack Pierce, care îl invită la casa ei din Boston.

## Distribuție
- Hilary Swank — Julie Pierce
- Noriyuki „Pat” Morita — dl Miyagi
- Michael Ironside — colonelul Paul Dugan
- Constance Towers⁠(d) — Louisa Pierce
- Chris Conrad⁠(d) — Eric McGowen
- Michael Cavalieri — Ned Randall
- Tom Downey⁠(d) — Morgan
- Walton Goggins⁠(d) — Charlie
- Frank Welker⁠(d) — Angel the Hawk (voce)
- Arsenio „Sonny” Trinidad — starețul mănăstirii
- Daniel Inouye⁠(d) — senatorul

## Recepție
Un alt Karate Kid a fost criticat în momentul lansării din 1994, deși mulți critici au lăudat interpretarea lui Hilary Swank, care este încă considerată a fi interpretarea care a lansat-o ca vedetă de cinema.
Filmul are un rating de aprobare de 7% pe site-ul agregatorului de recenzii Rotten Tomatoes, cu un scor mediu de 3,70/10 pe baza a 27 de recenzii. Consensul critic este următorul: „Un alt Next Karate Kid este demn de remarcat pentru că oferă publicului șansa de a o vedea pe Hilary Swank înainte de a câștiga premiul Oscar, dar în afară de interpretarea de obicei solidă a lui Pat Morita, această a patra parte inutilă a francizei are foarte puțin de oferit.”. Pe Metacritic, filmul are un scor mediu ponderat de 36 din 100, pe baza a 15 recenzii critice, ceea ce indică „recenzii în general nefavorabile”. Publicul chestionat de site-ul CinemaScore a acordat filmului o notă medie de „B+” pe o scară de la A+ la F.
Un alt Karate Kid a fost filmul care a avut cel mai puțin succes la box office-ul american din seria Karate Kid. Valoarea totală a încasărilor brute a fost de 8,9 milioane de dolari (16,71 milioane de dolari, în urma ajustării la inflația din 2021), comparativ cu 90,8 milioane de dolari (247,27 milioane de dolari în 2021) pentru filmul original, 115,1 milioane de dolari (274,72 milioane de dolari în 2021) pentru partea a II-a, 38,9 milioane de dolari (80,75 milioane de dolari în 2021) pentru partea a III-a și 171,8 milioane de dolari (217,01 milioane de dolari în 2021) pentru remake-ul din 2010.